# マテル
マテル（英: Mattel Inc.、NASDAQ: MAT）は、アメリカ合衆国カリフォルニア州エル・セグンドに本拠を置く、ハズブロ社と並んでアメリカ合衆国を代表する玩具メーカー。

## 歴史
1945年に東欧系ユダヤ人のハロルド・マトソン（Harold Matson）とエリオット・ハンドラー（Elliot Handler）らによって設立。その際、マトソンのニックネーム "Matt" とハンドラーのファーストネーム "El"liot を組み合わせて "matt-el" = Mattel と命名された。
1959年にエリオットの妻であるルース・ハンドラー（Ruth Handler、後に社長に就任）が中心となって考案したバービーを発表し、世界で最も有名な人形のひとつになった。
その他ボードゲームやフィギュア商品、1970年代にはLSIゲーム、1980年には家庭用ゲーム機のインテレビジョンを発売。以降、玩具メーカーの吸収合併などを経て、多数の子会社を傘下におさめる一大グループに成長した。
「BeeGees Rhythm Machine」は、玩具キーボードであるが、クラフトワークの「電卓（英: Pocket Calculator、独: Taschenrechner）」のメロディー演奏に使われて注目される。
2011年10月24日アニメ「きかんしゃトーマス」の商標権などを保有する英娯楽大手ヒット・エンターテインメントを6億8千万ドル（約518億円）で買収すると発表、2012年2月に買収完了。

## 日本法人
日本においては、東京都千代田区神田鍛冶町に本社を置くマテル・インターナショナル株式会社（法人番号：2010001146806）が事業を行っている。

## 主な商品
子会社商品やライセンス生産・過去の商品も含むマテル社の商品ラインナップを記載。

### ゲーム機
- Nintendo Entertainment System（NES） - ファミリーコンピュータの日本国外向け仕様
  - パワーグローブ - NES用のコントローラー。手指の動きで操作を認識させる。映画『スウィート・ロード』作中にも登場した。日本でもファミリーコンピュータ用としてパックスコーポレーションにより発売された。
- インテレビジョン
- Aquarius
- オートレース - 1976年に発売された世界初の携帯型電子ゲーム機。縦長のスクリーン下に表示される車を操作し、敵車をよけながら、制限時間内に上部のゴールを目指す。敵車に当たると効果音が鳴り、スタート地点へ一定時間戻されてしまう。4段階の加減速ギアの操作と、左右3車線の移動が可能。スクリーン上部には制限時間が表示され、99秒以内に4回ゴールすれば勝利の効果音が鳴り終了となる。1970年代後半に日本でも「ゲームシンジケート」シリーズとして、本作を含む7種類がアメリカから4800円で輸入販売されている[1]。

### マルチメディアプレイヤー
- Juice Box

### 玩具
- バービー&ケン人形
- セサミストリート関連商品
- Big Jim
- キャベツ畑人形（1994年 - 2000年）
- ホットウィール
- ジャスティス・リーグ・アンリミテッド
- 魔界伝説 ヒーマンの戦い
- Major Matt Mason（1966年 - 1970年）
- マッチボックス
- マックス・スティール
- M.U.S.C.L.E. - キン肉マン消しゴムのバンダイからの輸入販売
- モンスター・ハイ
- VertiBird
- BeeGees Rhythm Machine
- ショーグン・ウォリアーズ - 超合金のポピーからの輸入販売
- スライム - 日本ではツクダオリジナルが輸入販売し、国内での商標権を有していた時期もある。現在もメガハウスより販売されている。なお諸権利は後にバイアコム（現：パラマウント・グローバル）に売却[2]
- American Girl
- モンチッチ - セキグチからの委託販売、1980年より販売を開始したが、売り上げ不振により1985年に委託契約を解除し、アメリカ市場から撤退した。その後、モンチッチは2002年にセキグチがアメリカに専門店を開設してアメリカ市場に再進出。
- カーズ マテル

#### ボードゲーム等
- UNO
- ブロックス
- Mad Gab

## 主な子会社及びブランド
- Fisher-Price
- タイコ・トイズ
- Matty Collector.com - マニア層などをターゲットにしたコレクターズブランド
- Monogram Models - Revellなどと並ぶ、有名プラモデルメーカー。1968年にマテルの傘下になった。

## その他
- 1999年にマテルがフェラーリの版権を独占的に使用する許諾を得たため、マテルからセカンドライセンスを受けられない他社はフェラーリの模型やミニカーを生産したり販売できなくなった。そのため、過去に生産されたキットやミニカーが高値で売買される事態が起こった。なお、フェラーリ車の製品化権利は2015年以降、「ブラーゴ」や「マイスト」ブランドを傘下に持つ香港のメイ・チョングループと契約を締結しており、メイ・チョングループのライセンスの元、他ブランドでの発売も再開されるようになった。
- 過去にテレビアニメの世界名作劇場『七つの海のティコ』（第10話）や『家なき子レミ』のスポンサーについていた。
- 2024年、映画『ウィキッド ふたりの魔女』（ユニバーサル・ピクチャーズ配給）のキャラクター人形を発売した際に商品のパッケージに誤って本来の映画サイトとは異なるURLを記載してしまったとして、マテルはパッケージの廃棄またはURLの部分を隠すように呼び掛ける事態となった。CNNなどによると、誤って記載されたURLにアクセスしたところ、アダルトサイトに繋がったとしている[3][4][5]。